# Tell Aswad
Le site de Tell Aswad est un site archéologique syrien situé à une trentaine de kilomètres de Damas, à proximité du village de Jdeidet el Khâss. Il a été découvert en 1967 par Henri de Contenson. Ce dernier y a mené des campagnes de sondages en 1971 et 1972. Une série de fouilles plus poussées ont été menées de 2001 à 2006 par une mission franco-syrienne, sous la direction de Danielle Stordeur et Bassam Jamous.
Tell Aswad est un site daté du néolithique, occupé pendant plus d'un millénaire. Sa fouille montre certaines innovations architecturale, comme l'invention de la brique crue et certaines particularités funéraires, notamment des crânes surmodelés.

## références
1. ↑  Description des recherches de 2001-2006 par l'IFPO
2. ↑  D. Stordeur, Des crânes surmodelés à Tell Aswad de Damascène, Paléorient, Volume 29, n°29-2, p. 109-115, 2003. [lire en ligne]